# Cosmianthemum magnifolium
Cosmianthemum magnifolium är en akantusväxtart som beskrevs av Cornelis Eliza Bertus Bremekamp. Cosmianthemum magnifolium ingår i släktet Cosmianthemum och familjen akantusväxter. Inga underarter finns listade i Catalogue of Life.